# Balogh Zoltán Tibor
Balogh Zoltán Tibor (Debrecen, 1953. december 7. – Oxford, Ohio, USA, 2002. június 19.) magyar matematikus, aki hosszasan élt és alkotott az Amerikai Egyesült Államokban.

## Családja
Apja Balogh Tibor (1930–1972) matematikus, anyja Kelemen Ilona kémikus, mindketten a Kossuth Lajos Tudományegyetem professzorai voltak. Egy lánytestvére van, Ágnes. Első felesége Belicza Éva, akivel 1976-ban házasodott össze, majd 1981-ben váltak el. Ebben a házasságában két lánya született Ágnes (1978) és Judit (1979). Második felesége, akivel 1984-ben házasodott össze, Polgár Ágnes. Ebből a házasságából két fia született, Ádám és Dániel.

## Életpályája
1972-ben Debrecenben a Fazekas Mihály Gimnázium speciális matematika tagozatán érettségizett, Ezt követően a Kossuth Lajos Tudományegyetem matematikus szakát végezte (1972-1977). Ugyanott tanított 1977-1990 között, közben 1986–1988 között a matematika tanszék docense volt. 1990-től tanított a Miami University, Oxford, Ohio-n, 1994-től mint professzor.
Vendégprofesszorként adott elő a University of Toronto, a Texas Tech University, a University of Wisconsin és a University of Miami egyetemeken.
1977–2002 között 56 publikációja jelent meg rangos matematikai folyóiratokban.

## Tudományos fokozatai, címei
Egyetemi doktor (1980), a matematikai tudományok kandidátusa (1980), doktora (1989). Erdős-száma 2.

## Matematikai eredményei
Halmazelméleti topológiával foglalkozott.
- megoldotta a Morita-sejtést,
- megoldotta Bing problémáját,
- megoldotta Nagami problémáját
- hozzájárult a Moore-Mrowka probléma megoldásához.
- Kontinuum számosságú Dowker-teret konstruált.
- ZFC-ben konstruált parakompakt, nem {\displaystyle \sigma }-diszkrét teret, amiben minden részhalmaz {\displaystyle {\rm {F}}_{\sigma }}.

## Díjai
- Rényi Kató-emlékdíj (1976)[9]
- Grünwald Géza-emlékérem (1978)[10]